# Pangasius bocourti
Pangasius bocourti är en fiskart som beskrevs av Sauvage, 1880. Pangasius bocourti ingår i släktet Pangasius och familjen Pangasiidae. Inga underarter finns listade i Catalogue of Life.
Arten förekommer i Thailand, Laos, Kambodja och Vietnam. Den hittas främst i avrinningsområden av Chao Phraya och Mekong. Fisken vistas i större vattendrag och den besöker landskap som översvämmas. I Mekong utför arten i maj och juni vandringar som blir problematiska när nya dammbyggnader etableras. Under regntiden äts främst frukter som hamnade i vattnet. Fortplantningen sker vid flodernas övre lopp.
Pangasius bocourti fiskas intensiv som matfisk och den odlas. Köttet av hybriden med Pangasianodon hypophthalmus uppskattas ännu mer.
Regionala bestånd hotas av intensivt fiske, nya dammbyggnader och vattenföroreningar. Populationen minskar men den är fortfarande stor. IUCN kategoriserar arten globalt som livskraftig.